# Grandi Animali Marini
I Grandi Animali Marini sono una rock band milanese composta da Francesco Ferrari (voce, chitarra), Gianluca Villa (chitarre, voce), Dario Giordano (basso, voce) e Luca Mazzarini (batteria).

## Storia del gruppo
La band è giunta alla sua formazione definitiva nel 2002, quando Luca Mazzarini si è unito al resto del gruppo. Dopo un lungo periodo trascorso in sala prove a perfezionare le proprie canzoni, nel 2005 hanno firmato un contratto discografico con l'etichetta discografica Warner, mentre prendeva piede anche la loro attività live.
Il primo singolo pubblicato dal gruppo esce all'inizio del 2006, si intitola Tu mi fai star male e riscuote un discreto successo. Dopo l'estate arriva Io amo il rock, singolo pubblicato mentre la band è al lavoro sul suo primo album insieme al produttore Carlo Ubaldo Rossi. Il lavoro discografico si intitola Grandi Animali Marini, ed esce il 3 marzo 2007, anticipato dalla partecipazione della band all'edizione 2007 del Festival di Sanremo, dove i Grandi Animali Marini sono presenti con il brano  Napoleone Azzurro. Splendidamente pazza è invece il quarto estratto dall'album, pubblicato a ridosso dell'estate e inserito in autunno nella colonna sonora del film Lezioni di cioccolato.
L'8 aprile 2011 la band pubblica il suo quinto singolo, intitolato Piove nei tuoi occhi, che sarà incluso nell'album Sulla cresta dell'ombra, la cui pubblicazione era inizialmente prevista per settembre 2011 ed è stata successivamente rinviata fino ad ottobre 2012.

## Discografia

### Album
- 2007 - Grandi Animali Marini
- 2012 - Sulla cresta dell'ombra

### Singoli
- 2006 - Tu mi fai star male
- 2006 - Io amo il rock
- 2007 - Napoleone azzurro
- 2007 - Splendidamente pazza
- 2011 - Piove nei tuoi occhi
- 2012 - Le canzoni non vogliono dire niente
- 2012 - Il mare

## Video musicali
| Anno | Titolo                              | Regista               |
| ---- | ----------------------------------- | --------------------- |
| 2005 | Affondare                           | Grandi Animali Marini |
| 2006 | Tu mi fai star male                 | Cosimo Alemà          |
| 2006 | Io amo il rock                      | Romana Meggiolaro     |
| 2007 | Napoleone azzurro                   | Leonardo Corallini    |
| 2007 | Splendidamente pazza                | Cosimo Alemà          |
| 2011 | Piove nei tuoi occhi                | Giulio Mangosi        |
| 2012 | Le canzoni non vogliono dire niente |                       |